# 10P/Tempel
10P/Tempel o cometa Tempel 2, es un cometa periódico. Fue descubierto en 1873 y tiene un periodo orbital de 5,3 años.
Se estima que el núcleo del cometa es de 10,6 kilómetros de diámetro con un albedo bajo de 0,22. El núcleo es oscuro debido a que los hidrocarburos de la superficie se han convertido en una sustancia oscura, como el alquitrán, debido a la radiación ultravioleta solar.
Durante su aparición en 2010, el cometa brilló en torno al 8 de magnitud aparente. Su siguiente perihelio (distancia más cerca del Sol) tuvo lugar el 14 de noviembre de 2015 cuando debería brillar alrededor del 11 de magnitud.
La aparición más favorable del 10P/Tempel 2 fue en 1925, cuando estuvo a 0,35 UA (52 359 254,7 km; 32 534 613,4 mi) de la Tierra con una magnitud aparente 6,5. Se espera que vuelva a aparecer cerca de la Tierra, a unos 0,41 AU, el 3 de agosto de 2026.